# Aozora Pedal
Aozora Pedal (アオゾラペダル?) è un brano musicale del gruppo musicale giapponese Arashi, pubblicato come loro diciassettesimo singolo il 2 agosto 2006. Il brano è incluso nell'album Time, nono lavoro del gruppo. Il singolo ha raggiunto la prima posizione della classifica Oricon dei singoli più venduti in Giappone, vendendo 189.428. Il singolo è stato certificato disco di platino. Il brano è stato utilizzato come tema musicale dello Special Honey and Clover (film) con Shō Sakurai, adattamento live action del manga Honey and Clover.

## Tracce
CD Singolo JACB-0003
1. Aozora Pedal (アオゾラペダル)
2. Kiss Kara Hajimeyou (Kissからはじめよう)
3. Natsu no Owari ni Omou Koto (夏の終わりに想うこと)
4. Aozora Pedal (Original Karaoke)
5. Kiss Kara Hajimeyou (Original Karaoke)
6. Natsu no Owari ni Omou Koto (Original Karaoke)

## Classifiche
| Classifica (2006) | Posizione più alta |
| ----------------- | ------------------ |
| Giappone (Oricon) | 1                  |